# Estación Etchegoyen
Etchegoyen es una estación ferroviaria ubicada en la ciudad homónima, Provincia de Buenos Aires, Argentina. Pertenece al Ferrocarril General Urquiza de la red ferroviaria argentina.

## Servicios
Actualmente no brinda servicios de ningún tipo y no circulan trenes de pasajeros ni de carga.

## Historia
La sección Lacroze - Rojas tuvo servicio de pasajeros, conocido popularmente como el "Federico", hasta noviembre de 1993. El último servicio de cargas se registró en el año 1998. Actualmente el ramal completo se encuentra sin tráfico; la asociación Amigos del Ferrocarril Urquiza trabaja para el mantenimiento de la traza, con tráfico esporádico de zorras.